# Beersheba
Beersheba (tiếng Hebrew: בְּאֵר שֶׁבַע, Be'er Sheva) là thành phố lớn nhất ở sa mạc Negev miền nam Israel. Thường được gọi là "Thủ đô của Negev", nó đã trở thành thành phố lớn thứ sáu của Israel năm 2008 khi dân số đạt 202.208 người. đã được nhắc đến trong Kinh Thánh cùng với Abraham và Isaac. Thành phố Beersheba ngày này nằm về hơi về phía tây nam của thành phố cổ. Nguồn nước tốt ở trong và xung quanh thành phố này đã khiến khu vực này là một nguồn thủy lợi quan trọng cho khu vực xung quanh. Thành phố này đã phát triển thành một trung tâm công nghiệp, hành chính và văn hóa của Negev. Đại học Ben Gurion Negev (thành lập năm 1965) nằm ở đây.
Trước khi thành lập nướcIsrael, Beersheba đã là một thị xã Ả Rập có tên là Bir Seb'a. Khi các quốc gia Ả Rập xâm chiếm Israel, người Ai Cập đã đóng quân ở đây. Lực lượng phòng vệ Israel đã chiếm thành phố ngày 21 tháng 10 năm 1948 trong chiến dịch Mười Tai họa (Operation Ten Plagues).
Beersheba đã phát triển đáng kể từ thời điểm độc lập của Israel năm 1948; phần lớn dân số là người Do Thái thuộc thành phần di cư từ các nước Ả Rập sau năm 1948, và sau đó là người từ Ethiopia và từ Liên Xô cũ. Thành phố có nhiều đô thị vệ tinh bao quanh, bao gồm các thành phố chủ yếu là người Do Thái sinh sống: Omer, Lehavim, Meitar, Rahat, Tel as-Sabi và Lakiya.
Beersheba là thành phố ở Israel, nằm về phía tây nam của Jerusalem, đã được nhắc đến trong Kinh Thánh cùng với Abraham và Isaac. Thành phố Beersheba ngày này nằm về hơi về phía tây nam của thành phố cổ.